# Alexander Müller (Politiker, 1885)
Alexander Alex Müller (* 4. Dezember 1885 in Kaiserslautern; † 29. August 1959 ebenda) war ein deutscher Sozialdemokrat und langjähriger Oberbürgermeister von Kaiserslautern.

## Leben
Müller, der unter dem Rufnamen Alex bekannt ist, wurde im Dezember 1885 als eines von fünf Kindern des Schreiners Johannes Müller in Kaiserslautern geboren. Nach dem Besuch der Volksschule absolvierte er bis 1903 das Humanistische Gymnasium in Kaiserslautern. Anschließend erlernte er im Kaiserslauterer Bankhaus Leo Kehr bis 1906 den Beruf des Bankkaufmannes. Danach wechselte zur bayerischen Bodencreditbank nach Würzburg, wo er fünf Jahre tätig war. Während dieser Zeit wurde Müller Mitglied der SPD. 1911 zog Müller nach Berlin, wo er kurze Zeit für die Deutsche Bank tätig war. Im Mai 1912 kehrte er in seine Heimatstadt zurück und fand zunächst als Büroassistent in der Stadtverwaltung Kaiserslautern eine Anstellung. Innerhalb der Verwaltung wurde er im Laufe der Jahre bis zum Oberinspektor ernannt. 1915 wurde Müller zum Kriegsdienst eingezogen. Im Kriegsverlauf geriet er zunächst in rumänische, später in russische Kriegsgefangenschaft.
Aus dieser nach Kaiserslautern zurückgekehrt, engagierte sich Müller ab 1919 auch politisch. In diesem Jahr wurde er erstmals in den Kaiserslauterer Stadtrat gewählt und in der Folge zum ehrenamtlichen 3. Bürgermeister ernannt. Anzumerken ist, dass zu dieser Zeit Kaiserslautern infolge des Versailler Vertrages in einem Gebiet lag, welches von der Interalliierten Rheinlandkommission verwaltet wurde. Faktisch war die pfälzische Stadt französisch besetzt. Als es infolge der Ruhrbesetzung im Januar 1923 zum von der Deutschen Regierung aufgerufenen passiven Widerstand in den besetzten Gebieten kam, darunter auch Arbeitsniederlegungen von Staatsbediensteten, reagierten die französischen Behörden mit Repressalien. In Kaiserslautern verhafteten sie am 24. März 1923 unter anderem den amtierenden Oberbürgermeister Franz Baumann. Da auch der zweite Bürgermeister Adam Relle verhaftet worden war, übernahm Müller als 3. Bürgermeister bis zur Rückkehr Baummanns in seine Amtsgeschäfte am 24. November 1924 die Funktion des Oberbürgermeisters. Anschließend war er wieder bis 1933 in der Stadtverwaltung tätig.
Nach der „Machtergreifung“ der Nationalsozialisten in Bayern am 9. März 1933 wurde Müller als Sozialdemokrat aus seinem Amt entfernt und ihm der Titel des Oberinspektors aberkannt. Er wurde am 10. März 1933 in sogenannte Schutzhaft genommen und vom 17. März bis zum 7. April 1933 in der damaligen Turenne-Kaserne in Neustadt inhaftiert. In dieser befand sich ab dem 10. März 1933 ein sogenanntes Schutzhaft- und Arbeitslager und gehörte damit zu den frühen Konzentrationslagern der Nationalsozialisten. Es wurde auch Schutzhaftlager Rheinpfalz genannt. Nach seiner Rückkehr aus Neustadt blieb Müller zunächst jahrelang arbeitslos, allerdings erhielt er auf die Initiative des damaligen Oberbürgermeisters Hans Weisbrod hin ein Ruhegeld. Erst 1939 konnte Müller eine Tätigkeit aufnehmen, er leitete bis Kriegsende in St. Wendel die dortige Molkerei.

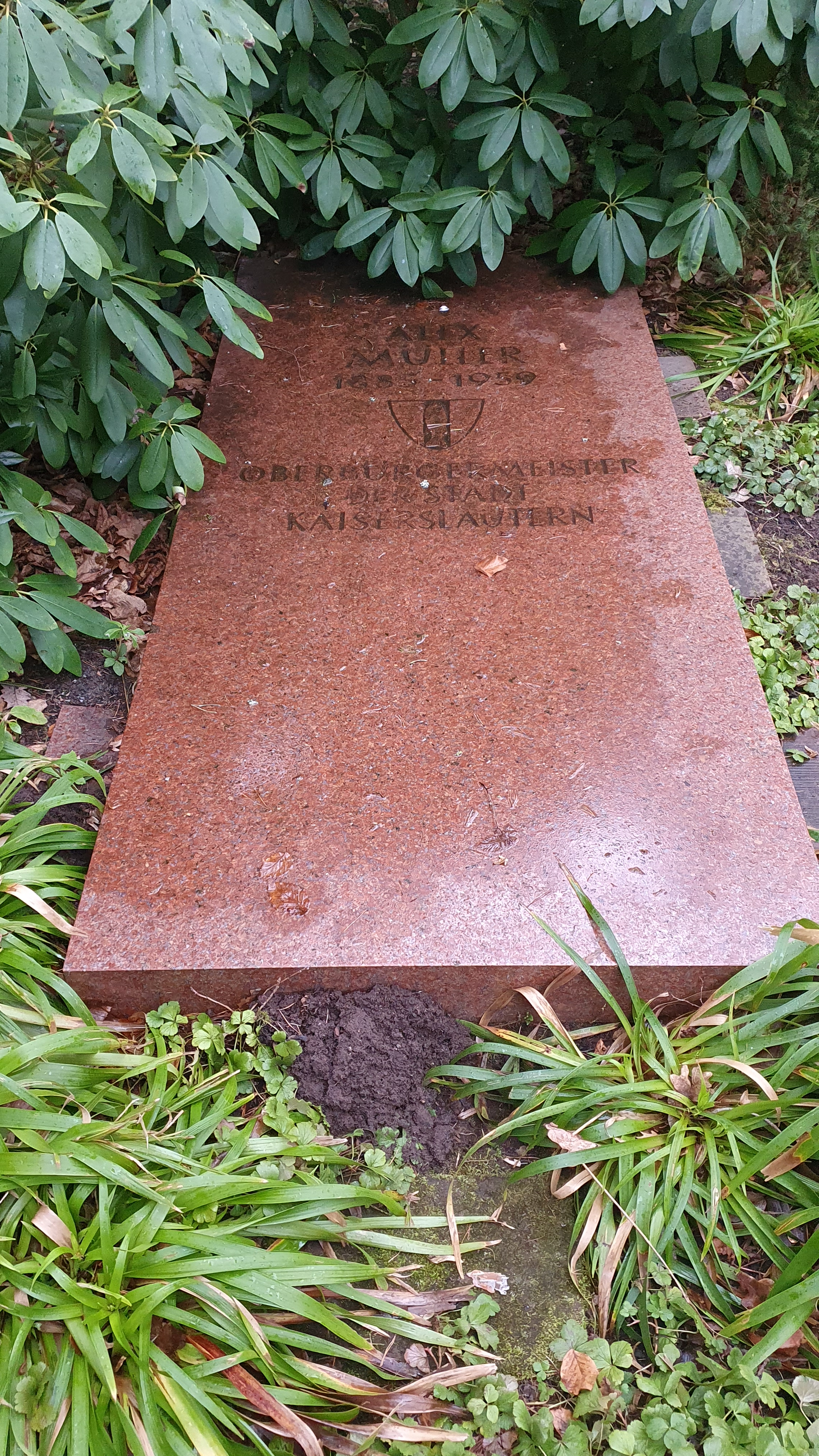
Grabstätte von Alexander Müller, Waldfriedhof Kaiserslautern

Nachdem Kaiserslautern am 20. März 1945 von amerikanischen Truppen befreit worden war, leiteten zunächst die NS-belasteten städtischen Angestellten Rudolf Reeber und Emil Pfleger die Geschicke der Stadt. Am 11. Mai 1945 trat nun an deren Stelle Alex Müller als Oberbürgermeister. In der Folge leitete er die Geschicke der Stadt zunächst unter der wenig später erfolgenden französischen Besatzung. Nach den ersten Kommunalwahlen am 15. September 1946 blieb er Oberbürgermeister, da der Spitzenkandidat der SPD als stärkster Stadtratsfraktion, Eugen Hertel, auf das Amt verzichtete. In der Folge bestand Müllers Arbeit vor allem darin, den Aufbau des teilweise stark zerstörten Kaiserslautern mit anzuleiten. Erschwerend kam hinzu, dass die amerikanischen Streitkräfte im Zuge des sich verschärfenden Ost-West-Konfliktes ihre Truppenpräsenz in Westdeutschland wieder deutlich erhöhten und Kaiserslautern als Hauptquartier ihrer in Europa stationierten Streitkräfte (USAEUR) auserkoren. Daraus entwickelte sich im Laufe der Jahre die größte militärische Community außerhalb Europas.
Bereits 70-jährig ging Müller 1956 in den Ruhestand und wurde von Walter Sommer abgelöst. Wenige Jahre später starb Müller im August 1959. Sein Ehrengrab befindet sich auf dem Kaiserslauterer Hauptfriedhof.
Müller zu Ehren wurden später eine Straße und ein Pflegeheim der AWO in Kaiserslautern nach ihm benannt.